# HD 163151
HD 163151，又名BD+11 3283，SAO 103194、HR 6676，是一颗恒星，视星等为6.38，位于銀經36.62，銀緯17.68，其B1900.0坐标为赤經17h 49m 33.5s，赤緯+11° 17.68′ 18″。